# Macaguan
 I Macaguan (o anche Agualinda Guajibo, Hitnü, Jitnu o Macaguane) sono un gruppo etnico della Colombia, con una popolazione stimata di circa 542 persone. Questo gruppo etnico è principalmente di fede animista e parla la lingua Macaguan (codice ISO 639: MBN).
Vivono presso Arauca, Agualinda e San José de Lipa e nei pressi del fiume Cuiloto. Il gruppo è considerato semi-nomade e linguisticamente correlato ai Guahibo.